# Stage (album)
Stage is het tweede livealbum van de Britse muzikant David Bowie, uitgebracht in 1978. Het album was opgenomen over enkele dagen tijdens vier verschillende concerten tijdens de Amerikaanse Isolar II – The 1978 World Tour. Ondanks geruchten dat dit het laatste album was dat Bowie zou uitbrengen op RCA Records, bleef hij tot 1982 aan de platenmaatschappij verbonden.
Op het album staan voornamelijk nummers van Bowie's drie meest recente albums - Station to Station, Low en "Heroes" - maar bevat verrassend genoeg ook vijf nummers van The Rise and Fall of Ziggy Stardust and the Spiders from Mars. Diverse artiesten van bekende bands speelden mee op het album, zo waren Frank Zappa-gitarist Adrian Belew, Hawkwind-violist Simon House en Todd Rundgren-keyboardspeler Roger Powell te horen. Zij zouden ook op het volgende Bowie-album Lodger meespelen.
De reacties op het album waren gemengd, zo werd het eerst geprezen voor de manier waarop de band samen speelde in de elektronische en effecten-gevulde nummers van Low en "Heroes", alsmede het vocale optreden van Bowie zelf. Daarnaast kreeg het album ook hevige kritieken omdat het de 'live'-atmosfeer miste, aangezien de opnames direct van de instrumenten en microfoons kwamen, waarbij de geluidskwaliteit verbeterd werd, maar het publiek minimaal gehoord werd.
Het nummer "Breaking Glass", dat eerder op Low verscheen, was de enige single van het album en behaalde de 54e positie in Engeland.

## Tracklist
- Alle nummers geschreven door Bowie, tenzij anders genoteerd.

Originele lp
1. "Hang On to Yourself" – 3:26
2. "Ziggy Stardust" – 3:32
3. "Five Years" – 3:58
4. "Soul Love" – 2:55
5. "Star" – 2:31
6. "Station to Station" – 8:55
7. "Fame" (Bowie/John Lennon/Carlos Alomar) – 4:06
8. "TVC 15" – 4:37
9. "Warszawa" (Bowie/Brian Eno) – 6:50
10. "Speed of Life" – 2:44
11. "Art Decade" – 3:10
12. "Sense of Doubt" – 3:13
13. "Breaking Glass" (Bowie/Dennis Davis/George Murray) – 3:28
14. ""Heroes"" (Bowie/Eno) – 6:19
15. "What in the World" – 4:24
16. "Blackout" – 4:01
17. "Beauty and the Beast" – 5:08

Bonustrack op heruitgave 1991
1. "Alabama Song" (Bertolt Brecht/Kurt Weill) – 4:00

Cd-heruitgave uit 2005
Deze versie bevat de volgorde waarin de nummers oorspronkelijk waren uitgevoerd, alhoewel nummers als "The Jean Genie" en "Suffragette City", die tijdens de concerten ook werden gespeeld, niet op het album staan.
1. "Warszawa" (Bowie/Eno) – 6:50
2. ""Heroes"" (Bowie/Eno) – 6:19
3. "What in the World" – 4:24
4. "Be My Wife" – 2:35
5. "Blackout" – 4:01
6. "Sense of Doubt" – 3:13
7. "Speed of Life" – 2:44
8. "Breaking Glass" (Bowie/Davis/Murray) – 3:28
9. "Beauty and the Beast" – 5:08
10. "Fame" (Bowie/Lennon/Alomar) – 4:06
11. "Five Years" – 3:58
12. "Soul Love" – 2:55
13. "Star" – 2:31
14. "Hang On to Yourself" – 3:26
15. "Ziggy Stardust" – 3:32
16. "Art Decade" – 3:10
17. "Alabama Song" (Brecht/Weill) – 4:00
18. "Station to Station" – 8:55
19. "Stay" – 7:17
20. "TVC 15" – 4:37

## Musici
- David Bowie: zang, keyboards
- Carlos Alomar: slaggitaar, achtergrondzang
- George Murray: basgitaar, achtergrondzang
- Dennis Davis: drums, percussie
- Adrian Belew: leadgitaar, achtergrondzang
- Simon House: viool
- Sean Mayes: piano, snaarensemble, achtergrondzang
- Roger Powell: synthesizer, keyboards, achtergrondzang